# Rocking the Cradle: Egypt 1978
Rocking the Cradle: Egypt 1978 ist ein Boxset der amerikanischen Band Grateful Dead, bestehend aus zwei CDs und einer DVD sowie einer Bonus-CD für Vorbesteller.

## Rocking the Cradle: Egypt 1978
Vom 14. bis 16. September 1978 gaben die Grateful Deads ein dreitägiges Konzert im Gizah Sound and Light Theater in Gizeh in Front der Pyramiden von Gizeh und in der Nähe der Große Sphinx von Gizeh. Diese Idee – eher aus einem Scherz geboren – fand die Unterstützung von Jehan Sadat, der damaligen First Lady Ägyptens und Ehefrau Anwar as-Sadats, sowie der American Broadcasting Company. Am 16. September spielte die Band zudem während einer totalen Mondfinsternis.
Von diesem dreitägigen Konzert wurde Material vom 15. und 16. September verwendet. Viele Aufnahmen wurden dabei sowohl für die Doppel-CD als auch für die Konzert-DVD verwendet. Neben diesen Aufnahmen wurde noch ein 8-mm-Film namens „The Vacation Tapes“ auf der DVD verwendet, hierbei wurden Teile des Bühnenaufbaus wie auch Urlaubsaufnahmen der Bandmitglieder mitsamt Familie und Freunden gefilmt. Darüber hinaus gab es eine Bonus-CD (mit weiteren Aufnahmen der Show) für diejenigen, die die CD/DVD-Box auf der Homepage der Grateful Dead (dead.net) vorbestellt hatten.
Der Sound wurde während der Shows auf einem 24-Spur-Rekorder aufgenommen, da man eigentlich damals schon ein Live-Album von dem Ereignis produzieren wollte, auch um die Kosten des Konzertes wieder einzuspielen. Die Aufnahmen des ersten Abends als auch Teile des zweiten Abends erwiesen sich aber als nicht benutzbar, bedingt durch technische Probleme. Da das Konzert während der Produktion des Albums „Shakedown Street“ stattfand, welche dafür extra unterbrochen wurde, war es der Band auch wichtiger, dass zunächst „Shakedown Street“ fertiggestellt wurde, zudem stand als Nächstes eine Promotionstournee durch die USA für das Album an, so dass schlussendlich die Idee des Live-Albums ad acta gelegt wurde.
Erst nach fast 30 Jahren kam die Band wieder auf die damaligen Aufnahmen zurück und beauftragten ihren Tontechniker Jeffrey Norman zusammen mit ihrem Musikarchivar David Lemieux das Material zu sichten und die Verwendbarkeit festzustellen. Das Album wurde dann zum 30-jährigen Jubiläum des Ereignisses veröffentlicht.

## Charterfolg
In den Billboard Charts erreichte das Album den Platz 35 sowohl bei den Top Internet Albums als auch den The Billboard 200.

## Aufnahmedaten
Track 1 und 6 der ersten CD stammen vom 15. September, alle anderen Aufnahmen der ersten und zweiten CD sowie der DVD stammen vom 16. September. Von der Bonus-CD stammen die ersten vier Aufnahmen vom 16. September, die restlichen vier vom 15. September.
Die Aufnahmen von „Staggerlee“, „Ollin Arageed“ und „Fire On The Mountain“ wurden schon zuvor bei dem Boxset „Beyond Description (1973–1989)“ sowie der 2004er Version von „Shakedown Street“. Im selben Jahr spielten die Deads zusammen mit Hamza El Din den Song „Ollin Arageed“ für das Album „Road Trips Volume 1 Number 4“ im Winterland erneut ein.

## Titelliste
CD 1
1. „Jack Straw“ (Robert Hunter, Bob Weir) – 6:44
2. „Row Jimmy“ (Hunter, Jerry Garcia) – 11:46
3. „New Minglewood Blues“ (traditionelles Lied) – 6:26
4. „Candyman“ (Hunter, Garcia) – 7:29
5. „Looks Like Rain“ (John Barlow, Weir) – 8:52
6. „Stagger Lee“ (Hunter, Garcia) – 7:30
7. „I Need a Miracle“ (Barlow, Weir) – 5:45
8. „It’s All Over Now“ (Bobby Womack, Shirley Womack) – 7:40
9. „Deal“ (Hunter, Garcia) – 7:04

CD 2
1. „Ollin Arageed“ (Hamza El Din) – 6:56
2. „Fire on the Mountain“ (Hunter, Mickey Hart) – 14:06
3. „Iko Iko“ (traditionelles Lied) – 7:03
4. „Shakedown Street“ (Hunter, Garcia) – 15:31
5. „Drums“ (Hart, Bill Kreutzmann) – 3:31
6. „Space“ (Garcia, Keith Godchaux, Phil Lesh, Weir) – 2:26
7. „Truckin'“ (Hunter, Garcia, Lesh, Weir) – 10:14
8. „Stella Blue“ (Hunter, Garcia) – 8:1
9. „Around and Around“ (Chuck Berry) – 8:21

DVD
1. „Bertha“ (Hunter, Garcia) – 5:30
2. „Good Lovin'“ (Arthur Resnick, Rudy Clark) – 7:52
3. „Row Jimmy“ (Hunter, Garcia) – 11:20
4. „New Minglewood Blues“ (traditionelles Lied) – 6:07
5. „Candyman“ (Hunter, Garcia) – 7:08
6. „Looks Like Rain“ (Barlow, Weir) – 8:33
7. „Deal“ (Hunter, Garcia) – 6:52
8. „Ollin Arageed“ (El Din) – 7:49
9. „Fire on the Mountain“ (Hunter, Hart) – 9:12
10. „Iko Iko“ (traditionelles Lied) – 6:04
11. „I Need a Miracle“ (Barlow, Weir) – 5:54
12. „It’s All Over Now“ (B. Womack, S. Womack) – 3:30
13. „Truckin'“ (Hunter, Garcia, Lesh, Weir) – 9:23

Bonus-CD
1. „Bertha“ (Hunter, Garcia) – 7:03
2. „Good Lovin'“ (Resnick, Clark) – 7:55
3. „El Paso“ (Marty Robbins) – 4:58
4. „Ramble on Rose“ (Hunter, Garcia) – 7:51
5. „Estimated Prophet“ (Barlow, Weir) – 12:00
6. „Eyes of the World“ (Hunter, Garcia) – 13:26
7. „Lady With a Fan“ / „Terrapin Station“ (Hunter, Garcia) – 11:35
8. „Sugar Magnolia“ / „Sunshine Daydream“ (Hunter, Weir) – 10:42